# HKmap.live
HKmap.live este un serviciu de cartografiere web care colectează și urmărește locația protestatarilor și a poliției în Hong Kong. Serviciul a fost lansat în timpul protestelor din Hong Kong din 2019-2020 și adună rapoarte despre patrulele de poliție și utilizarea gazelor lacrimogene prin intermediul aplicației Telegram. HKmap.live este disponibil pentru utilizatorii de smartphone-uri într-o versiune Android prin Google Play Store și într-o versiune web, în timp ce versiunea iOS a fost eliminată de Apple.

## Dezvoltare și funcționare
Serviciul a fost lansat în august 2019 de către un membru al comunității LIHKG⁠(d), cunoscut sub numele de 5YH. Potrivit dezvoltatorului, site-ul a avut mai mult de zece mii de vizitatori unici în prima zi. HKmap.live adună rapoarte din serviciul mesagerie instantanee Telegram referitoare la patrulele de poliție și desfășurarea gazelor lacrimogene. Serviciul permite utilizatorilor să urmărească activitatea poliției pe străzile din Hong Kong, oferind informații actualizate despre mișcările poliției prin mesaje și locații GPS. Aceasta le permite cetățenilor să evite zonele în care pot avea loc acțiuni ale poliției și să informeze alți oameni despre acțiunile în desfășurare.
HKmap.live este disponibilă într-o versiune Android prin Google Play Store și într-o versiune web, în timp ce aplicația pentru iOS a fost eliminată de Apple.

## Aplicația iOS

### Respingerea și aprobarea inițială
Versiunea iOS a aplicației HKmap.live a fost depusă inițial la Apple Inc. pe 21 septembrie 2019, fiind respinsă din App Store cinci zile mai târziu din cauza unei probleme legate de opțiunile de plată. Dezvoltatorul a remediat problema și a trimis din nou aplicația, dar Apple a respins-o din nou pe 2 octombrie. Potrivit companiei, respingerea s-a datorat faptului că aplicația „facilitează, permite sau încurajează o activitate ilegală” și „a permis utilizatorilor să se sustragă aplicării legii.” În replică, dezvoltatorul a susținut că respingerea a fost rezultatul unei erori birocratice, nu al cenzurii, subliniind că aplicația a fost concepută pentru a „arăta evenimentele care au loc” în Hong Kong și că nu încurajează activități ilegale. De asemenea, ei au argumentat că respingerea a fost nedreaptă, având în vedere că alte aplicații, cum ar fi Waze,  ajută utilizatorii să evite camerele de supraveghere a traficului și poliția. Pe 4 octombrie, Apple a revenit asupra deciziei, iar aplicația a fost disponibilă pe App Store a doua zi.

### Îndepărtarea aplicației
Într-un editorial publicat pe 8 octombrie, Ziarul Poporului, purtătorul de cuvânt oficial al Comitetului Central al Partidului Comunist Chinez, a susținut că Apple a sprijinit și a protejat „răsculații” din cadrul protestelor din Hong Kong prin includerea aplicației în App Store. Articolul, care nu a numit în mod specific aplicația, a sugerat că aprobarea acesteia de către Apple după respingerea inițială a făcut-o complice pentru protestatari, permițând „răzvrătiților din Hong Kong să comită în mod deschis infracțiuni în timp ce scapă de arestări.” Articolul a criticat, de asemenea, Apple pentru că a listat imnul de protest „Glory to Hong Kong”, cântat frecvent în timpul protestelor, în magazinul său de muzică din Hong Kong, deși nu a numit direct cântecul. Verna Yu de la The Guardian a descris această condamnare ca fiind o încercare a Chinei de a forța companiile străine să se conformeze opiniei sale, comparând-o cu un incident recent în care televiziunea de stat China Central Television și companiile chineze au anulat colaborarea cu National Basketball Association după ce managerul general al Houston Rockets, Daryl Morey⁠(d) a scris pe Twitter în sprijinul protestelor din Hong Kong.
Apple a eliminat aplicația a doua zi, afirmând că aceasta încălca orientările sale și legile locale, precizând că „a fost utilizată pentru a ținti și ambusca poliția” și „amenința siguranța publică,” conform informațiilor furnizate de Biroul pentru Securitate Cibernetică și Infracțiuni Tehnologice⁠(zh)[traduceți] din Hong Kong. Jack Nicas de la The New York Times a remarcat că, la fel ca și alte companii, Apple a trebuit să găsească un echilibru între menținerea accesului la piața chineză și „imaginea publică negativă a capitulării” în fața guvernului, subliniind că Apple are o miză mai mare în China decât alte companii multinaționale, având cea mai mare parte a asamblării produselor sale în China și dependența sa de piața chineză. Dezvoltatorul a criticat decizia Apple, afirmând pe Twitter că nu „solicită, promovează sau încurajează activitatea infracțională” și că nu există dovezi care să susțină afirmațiile conform cărora aplicația a fost utilizată pentru a ținti sau ambusca poliția sau că aceasta amenința siguranța publică. Utilizatorii care au descărcat deja aplicația o pot folosi în continuare după eliminarea acesteia. Înainte de a fi eliminată, aplicația iOS era cea mai descărcată aplicație din categoria Călătorii în App Store-ul Apple din Hong Kong.

### Răspunsuri
Într-un e-mail intern adresat tuturor angajaților Apple, directorul general Tim Cook a apărat decizia companiei de a elimina aplicația HKmap.live, afirmând că aceasta „a fost utilizată în mod răuvoitor pentru a viza ofițeri individuali pentru violență și pentru a victimiza persoane și proprietăți în zone unde nu este prezentă poliția.” Cu toate acestea, afirmațiile lui Cook au fost contestate de observatorii internaționali din Hong Kong, care au declarat că încălcările individuale descrise nu corespund cu ceea ce afișează serviciul. Charles Mok⁠(d), membru al Professional Commons din Consiliul Legislativ al Hong Kong-ului,a declarat într-o scrisoare adresată lui Cook că a fost „profund dezamăgit” de decizia Apple de a elimina aplicația, subliniind că serviciul ajută locuitorii din Hong Kong să evite zonele în care pietonii pot fi expuși brutalității poliției și utilizării excesive a forței în timpul operațiunilor de dispersare a mulțimilor. Maciej Cegłowski⁠(d), un dezvoltator de software și activist care se afla în Hong Kong în timpul protestelor, a considerat că afirmația conform căreia aplicația a încălcat legea a fost nefondată, subliniind că nici Cook, nici Apple nu au indicat ce lege a fost încălcată. Cegłowski a ridicat, de asemenea, problema standardelor duble, comparând aplicația HKmap.live cu Waze, care permite urmărirea forțelor de ordine, dar este în continuare disponibilă pe platforma iOS. Când a fost întrebat despre eliminarea aplicației de către Apple, Geng Shuang⁠(d), purtător de cuvânt al Ministerului Afacerilor Externe al Chinei, a reiterat poziția guvernului chinez, descriind protestele ca fiind „acte extreme și violente care sfidează statul de drept și ordinea din Hong Kong, amenințând siguranța populației,” și subliniind că aceste acțiuni ar trebui combătute.

Pe 18 octombrie, senatorii americani Ron Wyden⁠(d), Tom Cotton⁠(d), Marco Rubio și Ted Cruz, alături de deputații Alexandria Ocasio-Cortez⁠(d), Mike Gallagher și Tom Malinowski⁠(d), au trimis o scrisoare lui Tim Cook exprimându-și „profunda îngrijorare” cu privire la decizia Apple de a elimina aplicația. Scrisoarea a subliniat că astfel de exemple provoacă „îngrijorare cu privire la faptul că Apple și alte mari entități corporative americane ar putea ceda cererilor tot mai mari ale Chinei în detrimentul pierderii accesului la un miliard de consumatori chinezi.” Această scrisoare a fost considerată un exemplu rar de bipartidism în Congresul SUA, având în vedere că Cruz și Ocasio-Cortez, semnatari ai scrisorii, sunt adesea percepuți ca având viziuni politice opuse.